# 陶王子 2万年の旅
『陶王子 2万年の旅』（とうおうじ にまんねんのたび、英題: Ceramic Road、中国題: 陶磁之路）は、2019年にNHKのBSプレミアムで放送された日本・中国合作のドキュメンタリー作品。2021年に映画としても公開された。

## あらすじ
これは一杯の「器」の向こうにある2万年の物語。

「僕の父は炎、僕の母は土。父と母はどのように出会い、僕は生まれたのだろう？」

　星空のもと、盃を重ね自問するのは、器の精霊 “陶王子（とうおうじ）”。陶磁器でできた人形アニメーションのキャラクター・陶王子の夢物語として映画は展開していく。
縄文から、中国、メソポタミア、ギリシャ、エジプト、果ては西洋のマイセンまで。
地球上の人類の知恵を集めながら発展し、現代ではファインセラミックスとして人類を宇宙にまで連れて行くことになった「焼き物」＝「セラミック」をめぐる、壮大な人類史を描き出す。

## 2019年版
2019年3月30日、NHK BSプレミアムで『陶王子 2万年の旅 器の来た道』が放送。

### 出演
- 朗読：朴璐美
- 語り：柴田祐規子

## 2020年版
2019年の放送に人形アニメーションや撮影を追加して2020年1月にNHK BS4Kで『陶王子 2万年の旅 器の来た道』放送。ATP賞ドキュメンタリー部門優秀賞を受賞している。ナビゲーター役である陶王子は「のん」が声を当てている。他出演者・スタッフは下記映画欄参考。

### 受賞
- 第36回ATP賞優秀賞（ドキュメンタリー部門）[1]

## 映画
『陶王子 2万年の旅』2021年1月に公開。2020年にNHK BS4Kで放送した『陶王子 2万年の旅 器の来た道』を映画化したもの。第95回文化映画部門キネマ旬報ベストテン3位を受賞した。

### 出演
- 語り：のん（陶王子 役）

専門家等
- 熊谷幸治（陶芸家　武蔵野美術大学講師　土器の始原の研究）
- 宮尾　亨（考古学者 新潟県立歴史博物館 学芸員　火焔土器研究）
- 横石臥牛（長崎 現川焼作家 故人）
- 谷川菁山（愛知 常滑焼作家 故人）
- 加藤宏幸（京都 祇園の料亭「川上」主人）
- 小泉龍人（考古学者 メソポタミア考古学教育研究所（JIAEM）代表）
- 任　星航（陶芸家　中国陶磁工芸美術大師＝中国の人間国宝　河南省禹州市）
- ティエリー・ヴォワザン（帝国ホテル メインダイニング「レ・セゾン」シェフ）
- 山花京子（考古学者　東海大学准教授　エジプシャン・ファイアンス研究）

### スタッフ
- 監督 - 柴田昌平
- プロデューサー - 大兼久由美（プロダクション・エイシア）、牧野望（NHKエデュケーショナル）、齊藤倫雄（NHK・TV版）、吉沢朗（NHK・国際共同制作コーディネート）
- 人形製作 - 耿雪 (北京・中央美術学院 教授、2019年 ヴェネツィア・ビエンナーレ中国代表参加アーティスト)
- 人形アニメーション - 耿雪＆甘卡卡
- 音楽 - Dan Parry
- 撮影 - 毛継東、川口慎一郎、楊倩、楊松柏
- 取材：Mary Louise Degonde
- 中国取材共同ディレクター：侯新天